# Blekspröding
Blekspröding (Psathyrella fatua) är en svampart som först beskrevs av Elias Fries, och fick sitt nu gällande namn av Paul Kummer 1949. Blekspröding ingår i släktet Psathyrella och familjen Psathyrellaceae.  Arten är reproducerande i Sverige. Inga underarter finns listade i Catalogue of Life.